# Senecio cerberoanus
Senecio cerberoanus là một loài thực vật có hoa trong họ Cúc. Loài này được J.Rémy miêu tả khoa học đầu tiên.